# Pierella nereis
A Borboleta Vidro-rasteiro (Pierella nereis) é uma borboleta neotropical da família Nymphalidae e subfamília Satyrinae, encontrada no sudeste do Brasil em regiões de floresta primária e de floresta secundária.[carece de fontes?] De acordo com Adrian Hoskins, todos os integrantes do gênero Pierella apresentam, vistos de cima, coloração amarronzada com finas marcações mais escuras em suas asas anteriores e com asas posteriores marcadas com ocelos ou manchas. Pierella nereis pode ser distinguida de outras espécies de asas posteriores em laranja por apresentar uma banda mediana branca, proeminente e muito claramente definida, riscando ambas as superfícies das asas. Existe uma espécie similar a P. nereis, Pierella helvina; porém esta apresenta coloração mais avermelhada e apenas um ocelo (ao invés de dois) em cada asa posterior (sem banda clara atravessando ambas as asas, vista de cima), além de habitar o norte da América do Sul e a América Central.
Eurico Santos registra o nome popular de Vidro Rasteiro para esta espécie, citando que o biólogo O. Monte descreve as manchas em sua asa traseira da seguinte forma: traz dois pontos negros e três menores brancos, sendo que dois destes se acham entre os negros e o outro acima.

## Hábitos
Adrian Hoskins cita que as espécies do gênero Pierella se caracterizam por seu voo fugaz, se escondendo um pouco acima da superfície do solo na escuridão do sub-bosque da floresta; voando baixo, muitas vezes, em trilhas e evitando a luz do sol, geralmente aparecendo na aurora ou crepúsculo, mas também se escondendo profundamente na vegetação rasteira em outras horas do dia. Também pousam sobre os montes de folhas secas da floresta.

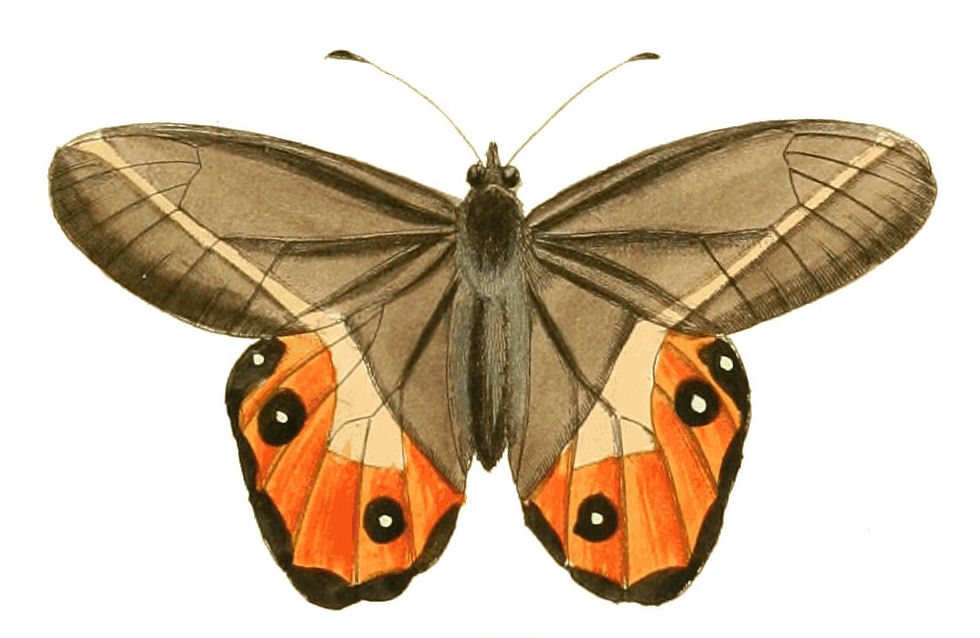
Ilustração de Pierella nereis, feita por Dru Drury, seu catalogador, em 1782.